# مايا حيدر البستاني
مايا عبد الله حيدر البستاني هي عالمة آثار لبنانية ومنسقة متحف ما قبل التاريخ اللبناني في جامعة القديس يوسف في بيروت.

## السيرة الذاتية
نالت البستاني على شهادة الدكتوراة وهي تتقلد الآن عدة مناصب بارزة مثل: مساعد باحث في متحف ما قبل التاريخ اللبناني ومحاضرة في جامعة القديس يوسف في مواضيع ما قبل التاريخ والآثار. وهي أيضًا باحث مشارك في المختبر الأثري-UMR 5133-بيت الشرق والبحر الأبيض المتوسط-ليون-فرنسا وأيضًا في المعهد الدولي لبحوث ما قبل التاريخ في كانتابريا في جامعة كانتابريا في سانتاندر في اسبانيا. كما أن البستاني عضو في هيئة تحرير مجلة حوليات التاريخ والآثار المنشورة من قبل جامعة القديس يوسف. وهي تحاضر في مجموعة متنوعة من الموضوعات المتخصصة في فترة ما قبل التاريخ في منطقة الشرق الأدنى. ويشمل بحثها الحالي تحصيل المواد وتوزيعها في العصر الحجري الحديث وتطور العصر الحجري الحديث في لبنان وسوريا.

## العمل الميداني
في عام 2001، شاركت البستاني في مهمة أنجلو-لبنانية تابعة لمجلس الأبحاث البريطاني في بلاد الشام ومتحف ما قبل التاريخ اللبناني بقيادة أليكس واسيه وليفون نورديجيوان للتنقيب في ناتشاريني والمسح في لبنان. في عام 2002، أجرت البستاني مسوحات استطلاعية في وادي البقاع، بالتعاون مع ج.ج. إبانيز من جامعة كانتابريا في إسبانيا. وفي عامي 2002 و 2003 أجرت حفريات في الوادي الأعلى لنهر إبراهيم كجزء من المهمة المشتركة بين جامعة القديس يوسف والمديرية العامة للآثار في لبنان وبالتعاون مع معهد فرناند كوربي بيت الشرق والبحر الأبيض المتوسط. في عام 2004، شاركت في عمليات التنقيب في الحقول أسفل تل أركا كجزء من البعثة الفرنسية لجامعة باريس 1 - بانتيون سوربون بقيادة جيه.بي.ثالمان. ومنذ عام 2004، أصبحت البستاني مديرًا مشاركًا للمهمة الأثرية السورية اللبنانية الإسبانية التي تجري مسوحات غرب حمص.

## الندوات والمعارض والمؤتمرات
تحدثت البستاني في العديد من المؤتمرات والمحاضرات الدولية حول مواضيع مثل «العصر الحجري الحديث للبنان، رصيد المعرفة» في شهر حزيران من العام 2001 كجزء من جولة المؤتمرات "Lundis des franciscaines". في أيلول عام2001، تحدثت بمحاضرة بعنوان «ورش عمل حجر الصوان في جنوب وادي البقاع (لبنان): نتائج أولية من القرعون» في مؤتمر بعنوان «ثورة العصر الحجري الحديث. منظورات جديدة في جنوب غرب آسيا في ضوء الاكتشافات الحديثة في قبرص» الذي نظمه مجلس الأبحاث البريطانية في بلاد الشام وقسم الآثار في قبرص. في شهر نيسان عام 2003، ألقت البستاني محاضرة بعنوان «الحطاب في العصر الحجري الحديث» كجزء من سلسلة محاضرات نظمها متحف ما قبل التاريخ اللبناني حول الآثار اللبنانية بعنوان «الزمن وفترة ما قبل التاريخ في لبنان: الكهف والقرية والمدينة». في حزيران عام 2004، شاركت البستاني في جزء من سلسلة محاضرات بعنوان "doctoriales 2004" نظمها معهد اللغة الفرنسية والمديرية العامة للآثار في لبنان، وقد تحدثت عن «حجم ورش العمل في البقاع». في عامي 2004 -2005، تحدثت في المؤتمر الدولي الخامس لعلم الآثار في الشرق الأدنى القديم في مدريد حول المسح في حمص. في عام 2006، تحدثت عن «اليسوعيون، رواد فترة ما قبل التاريخ اللبنانية» كجزء من احتفالات يوم المؤسسين بجامعة القديس يوسف. وفي شهر أيار عام 2009، ألقت محاضرة حول «الاكتشافات الأثرية الجديدة في فجوة حمص» كجزء من مؤتمر المتحف. وقد نظمت أيضًا معرضًا لأعمال هنري فليش لتسلط الضوء على التدمير السريع لفترة ما قبل التاريخ اللبناني في عام 2010.